# Cabanya de pastor
Les cabanyes de pastor o barraques de pastor (a l'Alt Conflent coves) són construccions que trobem des de l'època medieval però la tècnica que utilitzen de la pedra seca que és un mètode mil·lenari el terme orri no s'ha de confondre amb la cabanya de pastor. Aquestes construccions són l'exemple més senzill del que s'anomena arquitectura tradicional, és molt característic dels països de la mediterrània, això fa que en podem trobar a molts punts.

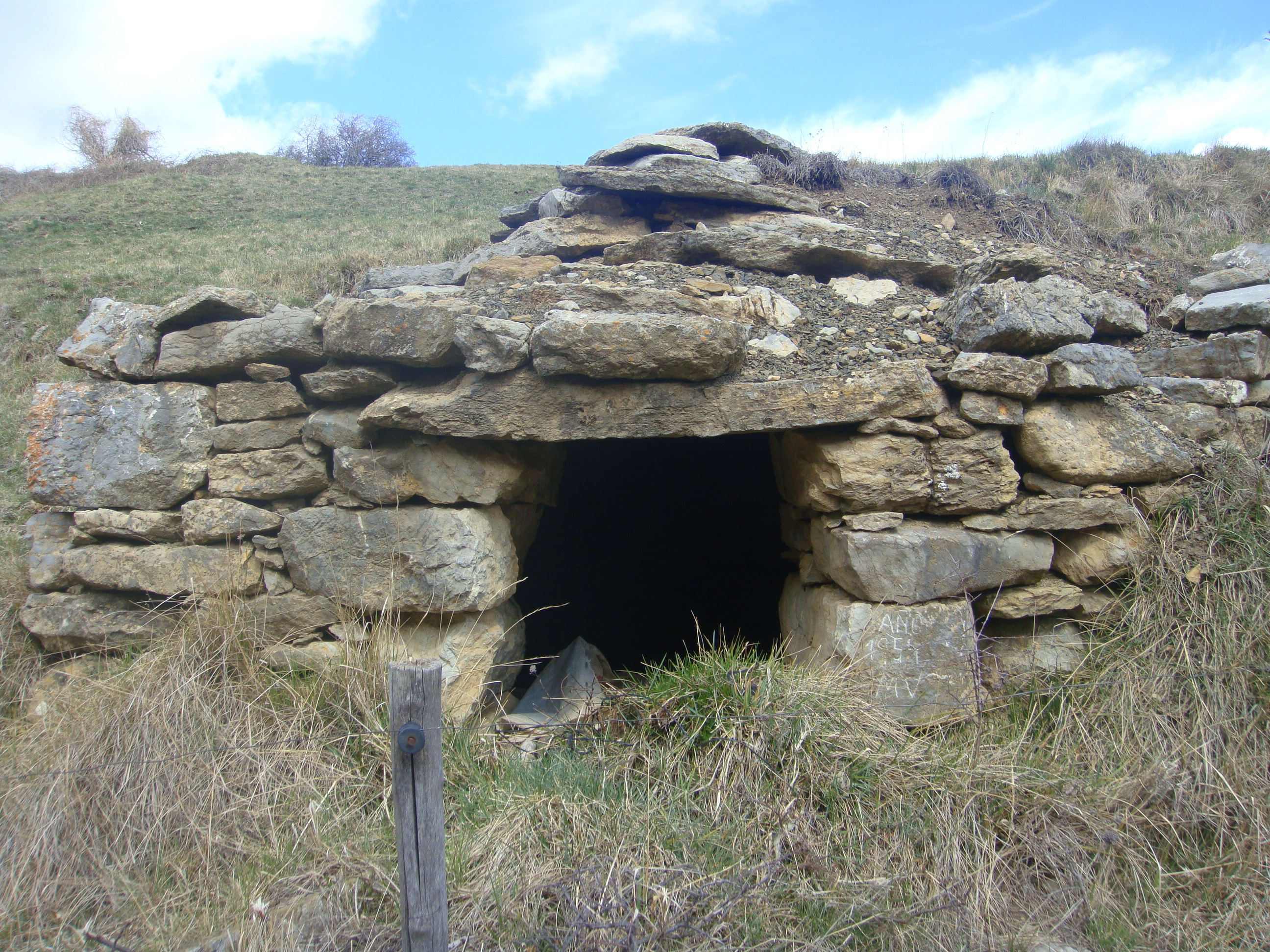
Aquesta és un exemple de les cabanyes de pastor que podem trobar a les poblacions de muntanya, en aquest cas, a la Vall de Camprodon.

Per a poder determinar els orígens d'aquestes construccions no s'han posat d'acord ni els arqueòlegs, ni els historiadors, només s'ha pogut arribar a la conclusió que és una tècnica que s'ha utilitzat des de l'aparició de l'home. Abans que l'home fos sedentari ja s'utilitzaven construccions més senzilles però a mesura que l'home va anar configurant els seus poblats va començar a buscar estratègies per refugiar-se del mal temps i per poder guardar el bestiar és aquí quan comencen aparèixer les cabanyes utilitzades sempre amb la ramaderia.
Actualment moltes d'aquestes cabanyes estan en desús i moltes han desaparegut, tot i que n'hi ha que es conserven en la seva totalitat. Això és causat per la mateixa erosió del medi, la fragilitat d'aquestes cabanyes, i el fet que estiguin exposades a la pròpia acció de l'home amb la transformació del camp, moltes d'aquestes s'han tirat a terra.

## Tècnica
Aquestes cabanyes, eren fetes de parets de pedra seca, per tant el principal material es basava amb la pedra, però hi ha alguna cabanya que hi podem trobar algun reforç de fusta, herba o terra. Normalment es feien amb pedres properes al lloc que es feia la cabanya, per tant, depenent del tipus de pedra i de lloc podia ajudar o dificultar aquesta construcció. Les pedres intentaven ser resistents als fenòmens meteorològics com ara la pluja, el vent, el fred, la calor i sòlides per aguantar bé l'estructura. normalment eren pedres més grosses a baix per poder fer una base més sòlida i a mesura que s'anava alçat eren més petites.
Les pedres més utilitzades són les calcàries, les pissarres o els esquists.

## Altres construccions
A part de les cabanyes de pastor, trobem altres construccions que utilitzaven els pagesos al camp per poder guardar les eines o per poder descansar, ja que antigament eren feines molt costoses i requerien molt de temps per això en trobem en abundància. Actualment amb la mecanització del camp aquestes construccions ja no s'utilitzen.
- Les Cabanes de voltes: Són construccions que trobem sobretot a la Terra Alta, durant el segle xix, aquestes es feien en zones de pendents i a l'entrada feien una volta amb un arc de mig punt.
- Balmes murades: Són les coves naturals que s'han habilitat com a estança.
- Els murs: Eren utilitzats com a feixes per poder delimitar els camps o protegien un talús de terra per evitar l'erosió del sòl.
- Els camins: que eren línies de pedres que normalment unien un poble amb un altre, així permetien la mobilitat sense problemes.